# Bocks-Hauhechel
Die Bocks-Hauhechel (Ononis arvensis), auch Acker-Hauhechel genannt, ist eine Pflanzenart aus der Gattung Hauhecheln (Ononis) innerhalb der Familie der Hülsenfrüchtler (Fabaceae).

## Beschreibung

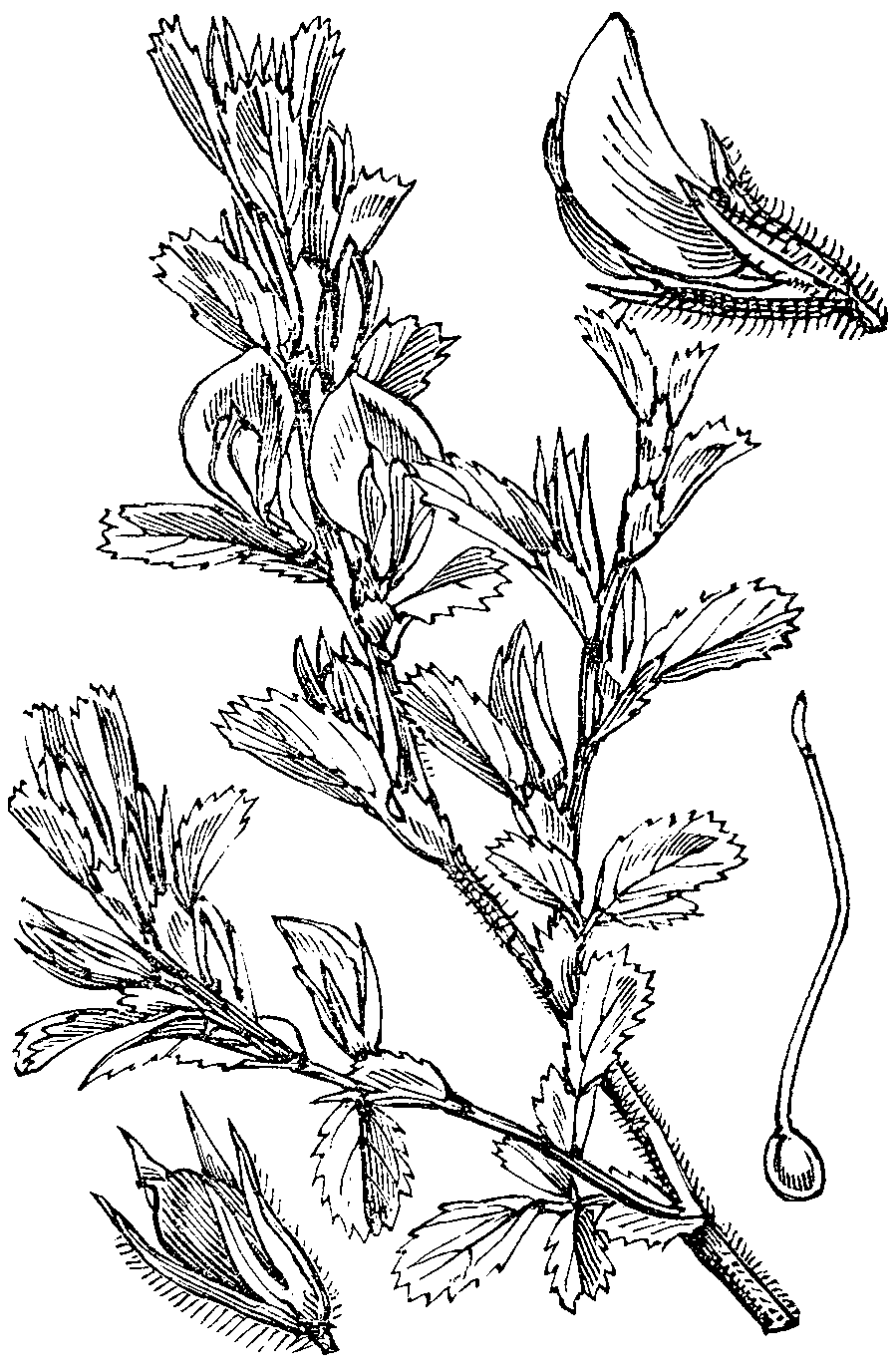
Illustration

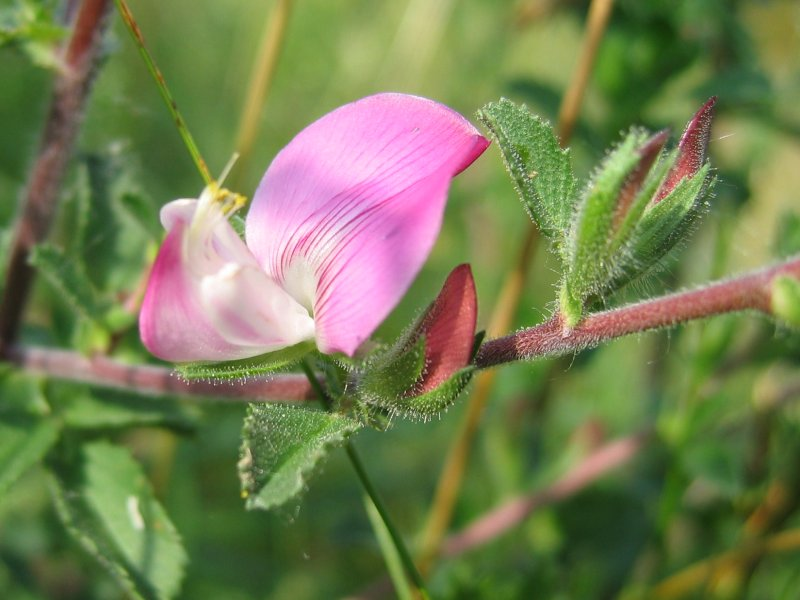
Zygomorphe Blüte

### Vegetative Merkmale
Die Bocks-Hauhechel ist ein sommergrüner Halbstrauch, der Wuchshöhen von 30 bis 60 Zentimetern erreicht. Er wächst meist selbstständig aufrecht und ist fast immer dornenlos. Der Bocks-Hauhechel weist einen starken Geruch auf. Die Sprossachse ist oberseits mit abstehenden, etwa 2 Millimeter langen Drüsenhaaren und normalen Haaren (Indument) besetzt.
Die wechselständig angeordneten Laubblätter sind drüsenhaarig, erscheinen etwas schmierig und sind am oberen Ende meist spitz.

### Generative Merkmale
Die Blütezeit reicht von Juni bis Juli. Die Blüten stehen meist in endständigen, dichten, ährenförmigen, traubigen Blütenständen zusammen, aber es können auch ein oder drei achselständige Einzelblüten vorkommen.
Die zwittrigen Blüten sind zygomorph und fünfzählig mit doppelter Blütenhülle. Der Kelch ist mit Drüsenhaaren besetzt. Die Krone ist rosa gefärbt, weist oft purpurn gefärbte Streifen auf und ist nur äußerst selten weiß.
Die Hülsenfrucht ist nie größer als der Kelch. 
Die Chromosomenzahl beträgt 2n = 32.

## Ökologie
Die Bocks-Hauhechel ist ein sommergrüner Halbstrauch (holziger Chamaephyt). Sie bildet ein starkes pleiokormes Rhizom aus. Die Bestäubung erfolgt vor allem durch Bienen.

## Vorkommen und Gefährdung
Die Bocks-Hauhechel kommt in den submeridionalen und gemäßigten Gebieten Europas und Westasiens vom Flach- bis in das Hügelland vor. Ihr Hauptvorkommen liegt in Trocken- und Halbtrockenrasen. Diese sind meist durch kontinentales Klima geprägt. Sie ist die Kennart des Verbandes der kontinentalen Halbtrockenrasen, Cirsio-Brachypodion.
Ihre genaue Verbreitung in Deutschland ist nur ungenügend geklärt. In Thüringen, Sachsen und Schleswig-Holstein gilt sie als verschollen. Sie steht jedoch nicht auf der Roten Liste der Gefäßpflanzen, da sie sich in Deutschland wohl noch nicht etabliert hat. In Österreich ist Ononis arvensis vom Aussterben bedroht.

## Systematik
Die Erstveröffentlichung von Ononis arvensis erfolgte durch Carl von Linné.
Die Bocks-Hauhechel (Ononis arvensis) wird zusammen mit der Dornigen Hauhechel (Ononis spinosa) und der Kriechenden Hauhechel (Ononis repens) zu der Sammelart Ononis spinosa agg. zusammengefasst.